# Festuca dahurica
Festuca dahurica är en gräsart som först beskrevs av St.-yves, och fick sitt nu gällande namn av Lev Melkhisedekovich Kreczetowicz och Jevgenij Grigorjevitj Bobrov. Festuca dahurica ingår i släktet svinglar, och familjen gräs. Inga underarter finns listade i Catalogue of Life.